# Jerzy Kaczmarek (aktor)
Jerzy Kaczmarek (ur. 14 lutego 1929 w Łodzi, zm. 13 lipca 1995 w Warszawie) – polski aktor teatralny i filmowy.

## Życiorys
Był synem Jana i Franciszki ze Szczepanków. Od 1945 uczył się w Liceum im. Staszica w Zgierzu, następnie od 1948 w Łodzi, gdzie zdał maturę (1949) i podjął studia aktorskie. W 1953 ukończył studia na Wydziale Aktorskim Państwowej Wyższej Szkole Teatralnej im. Leona Schillera w Łodzi. Zadebiutował w teatrze 16 maja 1953.
Jako aktor występował w teatrach: 1953-57 Teatr Powszechny w Łodzi, 1957–1958 Teatr Polski w Poznaniu, 1957-62 Teatr Klasyczny w Warszawie oraz 1962-71 Teatr Polski w Warszawie. Z powodu złego stanu zdrowia w sierpniu 1971 przeszedł na rentę
Był żonaty z Tacjaną z domu Szendzielorz, realizatorką filmową. Zmarł 13 lipca 1995 w Warszawie, został pochowany na cmentarzu w Izabelinie pod Warszawą.

## Filmografia
W trakcie swej kariery aktorskiej wystąpił w wielu filmach i spektaklach, zazwyczaj w niewielkich rolach.
| Rok  | Tytuł                           | Typ                          | Rola                                                     |
| ---- | ------------------------------- | ---------------------------- | -------------------------------------------------------- |
| 1950 | Warszawska premiera             | Film fabularny               | Obsada aktorska                                          |
| 1951 | Młodość Chopina                 | Film fabularny               | Obsada aktorska                                          |
| 1952 | Dzień wypłaty                   | Etiuda szkolna               | Obsada aktorska                                          |
| 1953 | Żołnierz zwycięstwa             | Film fabularny               | Obsada aktorska                                          |
| 1953 | Piątka z ulicy Barskiej         | Film fabularny               | Muzyk                                                    |
| 1955 | Trzy starty                     | Film fabularny               | Zawodnik śmiejący się z Leśniaka                         |
| 1955 | Sprawa pilota Maresza           | Film fabularny               | Włodzimierz Elmer                                        |
| 1955 | Sen mrówki                      | Etiuda szkolna               | Mężczyzna na wózku inwalidzkim                           |
| 1955 | Godziny nadziei                 | Film fabularny               | Obsada aktorska                                          |
| 1955 | Człowiek nie umiera             | Etiuda szkolna               | Obsada aktorska                                          |
| 1956 | Wraki                           | Film fabularny               | Jurek                                                    |
| 1958 | Małżeństwo to święta rzecz      | Spektakl telewizyjny         | Obsada aktorska                                          |
| 1958 | Kaprys                          | Spektakl telewizyjny         | Obsada aktorska                                          |
| 1960 | Nowy Don Kiszot                 | Spektakl telewizyjny         | Karol                                                    |
| 1960 | Matka Joanna od Aniołów         | Film fabularny               | Kaziuk                                                   |
| 1960 | Historia współczesna            | Film fabularny               | Zenek Filipowski                                         |
| 1961 | Zaduszki                        | Film fabularny               | Gałecki                                                  |
| 1961 | Czas przeszły                   | Film fabularny               | Tomek                                                    |
| 1962 | Zerwany most                    | Film fabularny               | plut. Groń                                               |
| 1962 | Rodzina Milcarków               | Film fabularny               | Francek Drewniok                                         |
| 1963 | Ostatni                         | Spektakl telewizyjny         | Rudy cywil                                               |
| 1963 | Henryk VI na łowach             | Spektakl telewizyjny         | Milord                                                   |
| 1964 | Rękopis znaleziony w Saragossie | Film fabularny               | Mosquito                                                 |
| 1964 | Przerwany lot                   | Film fabularny               | Staszek                                                  |
| 1964 | Kwatery                         | Spektakl telewizyjny         | Chłopak III                                              |
| 1964 | Barwy walki                     | Film fabularny               | "Malutki"                                                |
| 1965 | Tomek i pies                    | Serial fabularny             | Konduktor w tramwaju                                     |
| 1965 | Stawka większa niż życie        | Spektakl telewizyjny         | Wasiak                                                   |
| 1965 | Popioły                         | Film fabularny               | Szlachcic                                                |
| 1965 | Maraton                         | Spektakl telewizyjny         | Obsada aktorska                                          |
| 1966 | Dzień ostatni dzień pierwszy    | Film fabularny (telewizyjny) | plut. "Głośny"                                           |
| 1966 | Przyznaję się do winy           | Spektakl telewizyjny         | Barman                                                   |
| 1966 | Pocztówka z Buenos Aires        | Spektakl telewizyjny         | Długi                                                    |
| 1966 | Piekło i niebo                  | Film fabularny               | Żołnierz                                                 |
| 1966 | Marysia i Napoleon              | Film fabularny               | Oficer Bertrand                                          |
| 1967 | Westerplatte                    | Film fabularny               | plut. Władysław Baran                                    |
| 1967 | Stawka większa niż życie        | Serial fabularny             | Bruno Dreher, więzień w celi Klossa                      |
| 1967 | Paryż – Warszawa bez wizy       | Film fabularny               | Lotnik amerykański polskiego pochodzenia                 |
| 1967 | Morderca zostawia ślad          | Film fabularny               | "Nurt"                                                   |
| 1967 | Kiedy miłość była zbrodnią      | Film fabularny               | Hitlerowiec obcinający włosy Marice                      |
| 1967 | Guillaume Apollinaire           | Widowisko telewizyjne        | Obsada aktorska                                          |
| 1968 | Wniebowstąpienie                | Film fabularny               | SS-man dobijający Sebastiana                             |
| 1968 | Hasło Korn                      | Film fabularny               | por. Siwecki                                             |
| 1968 | Dancing w kwaterze Hitlera      | Obsada aktorska              | Motocyklista Jerzy                                       |
| 1969 | Znaki wolności                  | Spektakl telewizyjny         | Topolak                                                  |
| 1969 | W każdą pogodę                  | Film fabularny (telewizyjny) | Rybak                                                    |
| 1969 | Sąsiedzi                        | Film fabularny               | Policjant w składnicy broni                              |
| 1969 | Polowanie na muchy              | Film fabularny               | Obsada aktorska                                          |
| 1969 | Pan Wołodyjowski                | Film fabularny               | Tańczący z Ewką Nowowiejską podczas zabawy w Chreptiowie |
| 1969 | Ostatnie dni                    | Film fabularny               | SS-man strzelający do jeńca                              |
| 1969 | Nie ma powrotu Johnny           | Film fabularny               | Żołnierz amerykański                                     |
| 1969 | Gniewko, syn rybaka             | Spektakl telewizyjny         | Janko                                                    |
| 1970 | Prawdzie w oczy                 | Film fabularny               | Członek brygady Klisia                                   |
| 1970 | Non Stop                        | Spektakl telewizyjny         | Obsada aktorska                                          |
| 1974 | Rafał Olbromski                 | Spektakl telewizyjny         | Obsada aktorska                                          |

## Role teatralne
Jako ważniejsze jego role na scenie Słownik biograficzny teatru polskiego podaje: w Teatrze Powszechnym w Łodzi – Filip (Dożywocie Aleksandra Fredry, debiut sceniczny), Świstak (Fircyk w zalotach Franciszka Zabłockiego), Biondella (Poskromienie złośnicy Williama Szekspira), Zbigniew (Mazepa Juliusza Słowackiego); w Teatrze Klasycznym w Warszawie – Franek (Dziewczyna z fotografii Gian Paolo Callegariego), Ralf (Robin Hood Wandy Żółkiewskiej), Pastor (Sławny 702 Alexandru Mirodana); w Teatrze Polskim w Warszawie – Montek i Kapitan (Dwa teatry Jerzego Szaniawskiego), Lekarz (Makbet Szekspira), Maciek (Szkoła kobiet Wojciecha Bogusławskiego), Policmajster (Martwe dusze według Nikołaja Gogola).